# Перехоплення (баскетбол)
У баскетболі перехоплення — дії гравця захисту, що дозволили йому одержати володіння м'ячем згідно з правилами. Не кожна втрата з боку команди, що атакує, пов'язана з перехопленням. Для прикладу, якщо гравець здійснить фол в нападі, то йому зараховується втрата, але перехоплення при цьому не відбулось.
Захисники мають певну перевагу в здійсненні перехоплень. Це пояснюється тим, що перехоплення м'яча здебільшого потребує спритності й швидкості. Однак і деякі форварди та навіть центрові мають чудову статистику за цим показником. Самий Яскравий приклад — Хакім Оладжювон, котрий був центровим, але при цьому входить в десятку гравців, що здійснили найбільше перехоплень в історії НБА.
В НБА статистика перехоплень ведеться з сезону 1973-74.